# Spotted Dick

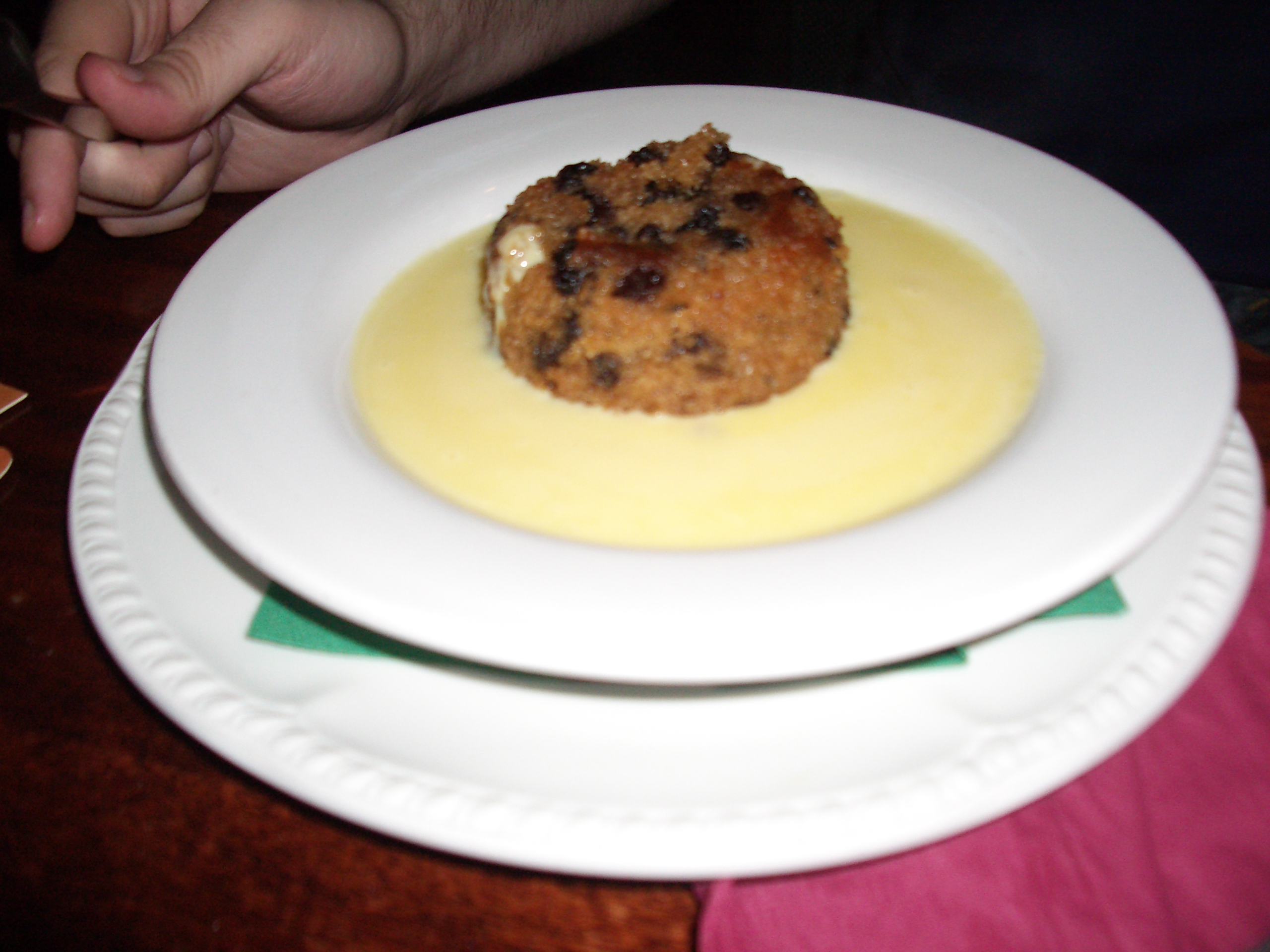
Spotted dick mit Custard

Spotted dick ist ein in Großbritannien verbreiteter gedämpfter oder gebackener Pudding aus Rindernierenfett und Trockenfrüchten (meistens Korinthen), der üblicherweise mit Custard serviert wird. Der Namensbestandteil Spotted (deutsch „gefleckt“ oder „gepunktet“) bezieht sich auf die Trockenfrüchte. Dick könnte aus dem Wort pudding (über Aussprachevarianten wie puddink und puddick) hervorgegangen sein oder sich von den englischen Wörtern dough (Teig) oder dog (Hund) ableiten. Das gleiche Gericht mit Pflaumen statt Korinthen wird auch Spotted dog genannt. Ein weiterer Erklärungsversuch leitet den Namen vom deutschen Wort dick ab. 
Nach dem Oxford English Dictionary ist der früheste Beleg für das Gericht ein Rezept für „Plum Bolster or Spotted Dick“ im 1850 erschienenen Werk The Modern Housewife, or, Ménagère von Alexis Soyer.
Krankenhausverwalter des NHS Trust in Gloucestershire (im Jahre 2001) und die Gastronomieverantwortlichen des Flintshire County Council (2009) benannten den Pudding in Spotted Richard um, da das Wort Dick im Englischen nicht nur als Kurzform von Richard, sondern auch als vulgärer Ausdruck für den Penis gebräuchlich ist, und daher als anstößig angesehen wurde. In Gloucestershire wurde 2002 wieder zum ursprünglichen Namen gewechselt. Der Flintshire County Council machte die Umbenennung nach einigen Wochen rückgängig. Der traditionelle Pudding ist häufig Bestandteil britischer Krankenhausmenüs.

## Trivia
Die Zweideutigkeit des Dessertnamens wurde in dem Film King Ralph (1991) thematisiert. Dies ließ sich allerdings kaum ins Deutsche übertragen: Ralph wird eine Auswahl typisch englischer Gerichte präsentiert. Als Amerikaner kennt er den englischen Dessertkuchen „Spotted dick“ nicht, verwechselt diesen mit den Würstchen von „Bangers and Mash“ und fragt nach, von welchem Tier dieser „Dick“ (Penis) sei. In der deutschen Synchronisation behalf man sich mit der Bezeichnung „Gefüllter Dödel“.